# Enrique Leff
Enrique Leff Zimmerman ou Henry Dan Leff Zimmerman (Cidade do México, México, 1946) é um economista e sociólogo mexicano, autor de vários trabalhos sobre epistemologia, economia ecológica. sociologia ambiental, educação ambiental e ecologia política.

## Biografia
Enrique Leff se graduou com a licenciatura em Engenharia Química pela Universidad Nacional Autónoma de México em 1968 e obteve o título de doutor em Economia do Desenvolvimento pela École Pratique des Hautes Études de Paris em 1975.
Ele foi professor na UNAM, onde ministrou aulas em tempo integral entre 1973 e 1986. Em seguida, tornou-se coordenador da Rede de Capacitação Ambiental para a América Latina e o Caribe até o ano de 2008, por fim, assumiu a coordenação do escritório na Cidade do México do Escritório Regional do PNUMA para a América Latina e o Caribe.
Em 2008, ele voltou a exercer a docência em tempo integral como professor de ecologia política e política ambiental na UNAM. Ele também é pesquisador sênior do Instituto de Pesquisa Social da mesma universidade.
Leff trabalha em espanhol, português, inglês e francês. Além de seu trabalho acadêmico, ele é cantor de ópera, lieder e bolero. , possuindo um mestrado em Voz pela Manhattan School of Music, que ele obteve em 1983.
Leff é membro de diversos órgãos e entidades científicas, tais como a Academia Mexicana de Ciências (México), a Escuela de Pensamiento Ambiental Latinoamericano Chico Mendes (Argentina), Sociedad Latinoamericana y Caribeña de Historia Ambiental, Réseau Francophone International de Recherche en Éducation Relative à l’Environnement (Canadá), Skepsis: Academia de Semiologia e Direito (Portugal), International Social Science Council da UNESCO (Paris, França).
Ele também é membro de diversos conselhos editoriais ou científicos de revistas acadêmicas, tais como: Revista Mexicana de Sociología (México); Capitalism, Nature, Socialism (EUA); Ecología Política - Universidade de Granada e Revista Gallego-Lusófona de Educación Ambiental (Espanha); Theomai: Revista Hábitat y Ambiente - Universidade Nacional de Mar del Plata (Argentina); Desenvolvimento e Meio Ambiente - UFPR, Ambiente e Sociedade e Sociedade em Debate (Brasil); Ideas Ambientales y Gestión y Ambiente (Colômbia); Ambientales (Costa Rica); Revista Sustentabilidad(es) (Chile); Revista Iberoamericana de Economía Ecológica (Equador).

## Principais obras
- Ciencia, Técnica y Sociedad. ANUIES, México, 1977.

- Primer Simposio sobre Ecodesarrollo, Asociación Mexicana de Epistemología, México, 1977.

- Teoría del Valor, UNAM, México, 1980 (varios autores).

- Biosociología y Articulación de las Ciencias, UNAM, México, 1981 (varios autores).

- Ecología y Capital: Hacia una Perspectiva Ambiental del Desarrollo, UNAM, México, 1986.

- Los Problemas del Conocimiento y la Perspectiva Ambiental del Desarrollo, Siglo XXI Editores, México, 1986 (2a edición corregida, 2000) (varios autores).

- Medio Ambiente y Desarrollo en México, CIIH-UNAM/Miguel Ángel Porrúa, México, 1990 (varios autores).

- Cultura y Manejo Sustentable de los Recursos Naturales, CIIH-UNAM/Miguel Ángel Porrúa, México, 1993 (en coordinación con Julia Carabias y con varios autores).

- Ecología y Capital. Racionalidad Ambiental, Democracia Participativa y Desarrollo Sustentable, Siglo XXI Editores/UNAM, México, 1994 (6a reimpresión 2010).

- Ciencias Sociales y Formación Ambiental, GEDISA/UNAM/PNUMA, Barcelona, 1994 (varios autores)

- Green Production: Towards an Environmental Rationality, Guilford Publications, New York, 1995.

- Saber Ambiental: Sustentabilidad, Racionalidad, Complejidad, Poder, Siglo XXI/UNAM/ PNUMA, México, 1998 (2a edición, revisada y aumentada, 2002; 4a reimpresión, 2013).

- La Complejidad Ambiental, Colección “Aprender a Aprender”, Siglo XXI/UNAM/PNUMA, México, 2000 (varios autores) (2a edición corregida, 2003; 2a reimpresión 2009).

- Ecologia, Capital e Cultura, Edifurb, Blumenau, Brasil, 2000.

- Epistemologia Ambiental, Cortez Editora, Sao Paulo, Brasil, 2001 (4a edición revisada 2007; 5a edición 2010; 2a impresión, 2014).

- Saber Ambiental. Sustentabilidade, Racionalidade, Complejidade, Poder,  Editorial Vozes, Petrópolis, Brasil, 2001 (3a edición aumentada 2004; 11a edición, 2014, 2a reimpresión, 2015).

- Justicia Ambiental. Construcción y Defensa de los Nuevos Derechos Ambientales, Culturales y Colectivos en América Latina, Red de Formación Ambiental para América Latina y el Caribe, Serie Foros y Debates Ambientales No. 1, PNUMA/UNAM, México, 2001 (varios autores)

- Comercio, Medio Ambiente y Desarrollo Sustentable. Las Perspectivas de América Latina y el Caribe, Red de Formación Ambiental para América Latina y el Caribe, Serie Foros y Debates Ambientales No. 2, PNUMA/CEIICH-UNAM, México, 2001 (en coordinación con Mindahi Bastida, varios autores)

- Ética, Vida, Sustentabilidad. Red de Formación Ambiental para América Latina y el Caribe, Serie Pensamiento Ambiental Latinoamericano No. 5, PNUMA, México, 2002 (varios autores).

- La Transición Hacia el Desarrollo Sustentable. Perspectivas de América Latina y el Caribe (Leff  E., E. Excurra, I. Pisanty y P. Romero coords.), Serie Pensamiento Ambiental Latino-americano No. 6, PNUMA/INE-SEMARNAT/UAM, México, 2002 (varios autores).

- A Complexidade Ambiental, Cortez/Edifurb/PNUMA, Sao Paulo, 2003 (varios autores) (2a edición, 2010).

- Racionalidad Ambiental. La Reapropiación Social de la Naturaleza, Siglo XXI Editores, México, 2004 (2a reimpresión, 2009).

- Aventuras da Epistemologia Ambiental: Da articulação das ciências ao diálogo de saberes, Idéias Ambientais, Centro de Desenvolvimento Sustentável, Universidade de Brasilia, Editora Garamond, Río de Janeiro, 2004.

- Racionalidade Ambiental: A Reapropriação Social da Natureza, Civilização Brasileira, Rio de Janeiro, 2006 (2a edición, 2014).

- Aventuras de la Epistemología Ambiental: de la Articulación de las Ciencias al Diálogo de Saberes, Siglo XXI Editores, México. 2006 (segunda edición, 2007; segunda reimpresión, 2011).

- Complejidad, Racionalidad Ambiental y Diálogo de Saberes, en la colección “Conceptos Fundamentales de Nuestro Tiempo, coordinado por Pablo González Casanova, Instituto de Investigaciones Sociales, UNAM, México, 2007.

- Discursos Sustentables, Siglo XXI, México, 2008 (2a edición revisada y aumentada, 2010; primera reimpresión, 2012).

- Ecologia, Capital e Cultura: a Territorialização da Racionalidade Ambiental, Vozes Editora, Petrópolis, Brasil, 2009.[5]

- Discursos Sustentáveis. Cortez Editora, São Paulo, Brasil, 2010.

- Aventuras da Epistemologia Ambiental: Da articulação das ciências ao diálogo de saberes. Cortez Editora, São Paulo, Brasil, 2012 (nova edición, corrigida e ampliada).

- La Apuesta por la Vida. Imaginación Sociológica e Imaginarios Sociales de Sustentabilidad en los Territorios del Sur, Siglo XXI Editores, México, 2014.

- A Aposta pela Vida. Imaginação Sociológica e Imaginários Sociais nos Territórios Ambientais do Sul, Vozes Editora, Petrópolis, 2016.

- “The power-full distribution of knowledge in political ecology: a view from the South”, in Perreault, T., Bridge, G. & J. McCarthy, Eds., Routledge Handbook of Political Ecology, London & New York: Routledge, pp. 64-75, 2015.

- “Encountering political ecology: epistemology and emancipation”, in Bryant, Raymond y Soyeun Kim (Eds.), Handbook of Political Ecology, London: Edward Elgar, pp. 44-56, 2015.

- “La complexité environnementale”, Ecologie & Politique, Paris, Oct. 2015.

- “Political Ecology. A Latin American Perspective”, Desenvolvimento e Meio Ambiente, 35 (dossier Sociedade e Natureza na América Latina – conexões e (des) conexões), UFPR, Curitiba, Brasil, 2015.

- “From the Environmentalism of Peasantry and Indigenous Peoples to the Sustainability of Life”, in Boltvinik, J. & Archer Mann, S. (Ed.), Peasant’s Poverty and Persistence in the 21st Century. Theories, realities and policies, COLMEX/CROP/Zed Books.

- “La Constitución del Campo Socio-ambiental en América Latina: Teoría Política del Pensamiento Ambiental Latinoamericano”, en Floriani, D. y A. Elizalde (Orgs.), América Latina. Sociedade e Meio Ambiente: teorías, retóricas e conflitos em desenvolvimento, UFPR, Curitiba, Brasil.